# Сеньория Оверэйссел
Сеньория Оверэйссел — вассальное государственное образование, созданное в 1528 году императором Карлом V Габсбургом на базе Верхней части (нидерл. Oversticht) Утрехтского епископства.

## История
Сеньория Оверэйссел была сформирована в 1528 году, после того как Карл V Габсбург завоевал Утрехтское епископство в ходе Гельдернской войны. 20 октября 1528 г. Утрехтский князь-епископ Генрих (Heinrich von der Pfalz), побеждённый и униженный, уступил Карлу V все права на свои земли. Карл Габсбург счёл за лучшее расчленить бывшее епископство, создав сеньории Утрехт (Utrecht) и Оверэйссел (Overijssel).
В период 1528—1584 годов штатгальтер Оверэйссела одновременно являлся штатгальтером Фрисландии. В эти годы в Оверэйссел проникает кальвинизм.
Согласно Прагматической санкции 1549 года, сеньория стала частью Бургундского округа и вошла в состав Семнадцати Нидерландских провинций.
Во время Нидерландской революции Оверэйссел оказался в 1580—1597 годах разделённым на контролируемый испанцами восток (со столицей в Олдензале) и контролируемый повстанцами-республиканцами (гёзами) запад. В 1597 году Оверэйссел был объединён вновь благодаря завоеваниям Морица Оранского. В 1605 году испанская Фландрская армия (Ejército de Flandes) снова захватила Олдензал. Окончательно он был возвращён в состав Нидерландов в 1626 году, благодаря победам Фредерика-Генриха Оранского.
В 1672-1674 гг. Оверэйссел был оккупирован войсками Мюнстерского князя-епископа Кристофа-Бернгарда фон Галена.
Сеньория Оверэйссел прекратила своё существование в 1795 году, когда её территория была оккупирована французами, после чего она была включена в состав  марионеточной Батавской республики.